# Clot d'Huguets
El Clot d'Huguets (dit també el Clot d'Auguets) és una clotada situada a ponent de la masia d'Huguets al poble de Madrona, del municipi de Pinell de Solsonès, comarca del Solsonès.